# جان هانا (بازیگر)
جان دیوید هانا (به انگلیسی: John David Hannah) بازیگر اسکاتلندی و زاده ۲۳ آوریل ۱۹۶۲ است. وی بیشتر به خاطر حضور در سه‌گانه مومیایی مشهور است. وی در فصل اول سریال اسپارتاکوس نیز بازی کرده‌است.

## فیلم‌شناسی
- چهار عروسی و یک تشییع جنازه (۱۹۹۴)
- درهای کشویی (۱۹۹۸)
- مزاحم (۱۹۹۹)
- مومیایی (۱۹۹۹)
- توفان (۱۹۹۹)
- سیرک (۲۰۰۰)
- بازگشت مومیایی (۲۰۰۱)
- آخرین لژیون (۲۰۰۷)
- مقبره امپراتور اژدها (۲۰۰۸)
- کلمات (۲۰۱۲)
- تابستان پینگ پنگ (۲۰۱۴)
- در دریا (۲۰۱۸)
- اسپارتاکوس (مجموعه تلویزیونی)
- اسپارتاکوس: خون و شن (مجموعه تلویزیونی)
- اسپارتاکوس: خدایان میدان نبرد (مجموعه تلویزیونی)

## جوایز
- کاندیدای دریافت بفتای بهترین بازیگر نقش مکمل مرد برای فیلم چهار عروسی و یک تشییع جنازه